# Али-бей аль-Кабир
Али-бей аль-Кабир (араб. علي بك الكبير‎ груз. ალი-ბეი ალ ქაბირი 1728 — 8 мая 1773) — мамлюк абхазского (по некоторым данным грузинского) происхождения, фактический мамлюкский правитель Египта (1768—1773). В 1768 году освободил Египет из-под влияния Османской империи. Али-бей, прозванный «Великим», был блестящим дипломатом, правителем и воином.

## Биография
Али-бей родился в Абхазии и был этническим грузином. В «Энциклопедии ислама» отмечается, что, согласно современному биографу Али-бея, Соверу Лузиньяну, он «предположительно» был сыном некоего Давида, греко-православного священника. Однако, по словам А. Микаберидзе, отец Али-бея был священником грузинской православной церкви. Ему было 13 лет, когда его похитили и продали в плен. Мальчика купил мамлюк Ибрагим Катхуда, обратил его в мусульманскую веру, назвал новым именем и сам воспитал его. Был возведен в достоинство бея.
В 1757 году стал правителем (шейх альбалядом) Египта. Беспощадно боролся с сепаратизмом бедуинских племен, мамлюков и янычар, объединил под своей властью Нижний и Верхний Египет, установил контроль над Хиджазом.
В сентябре 1768 году уничтожил корпус янычар в Египте, приступил к созданию регулярной армии. В ноябре 1768 году разорвал вассальные отношения с Османской империей, выслал турецкого пашу — наместника султана Раким Мехмед-пашу, прекратил выплату дани.

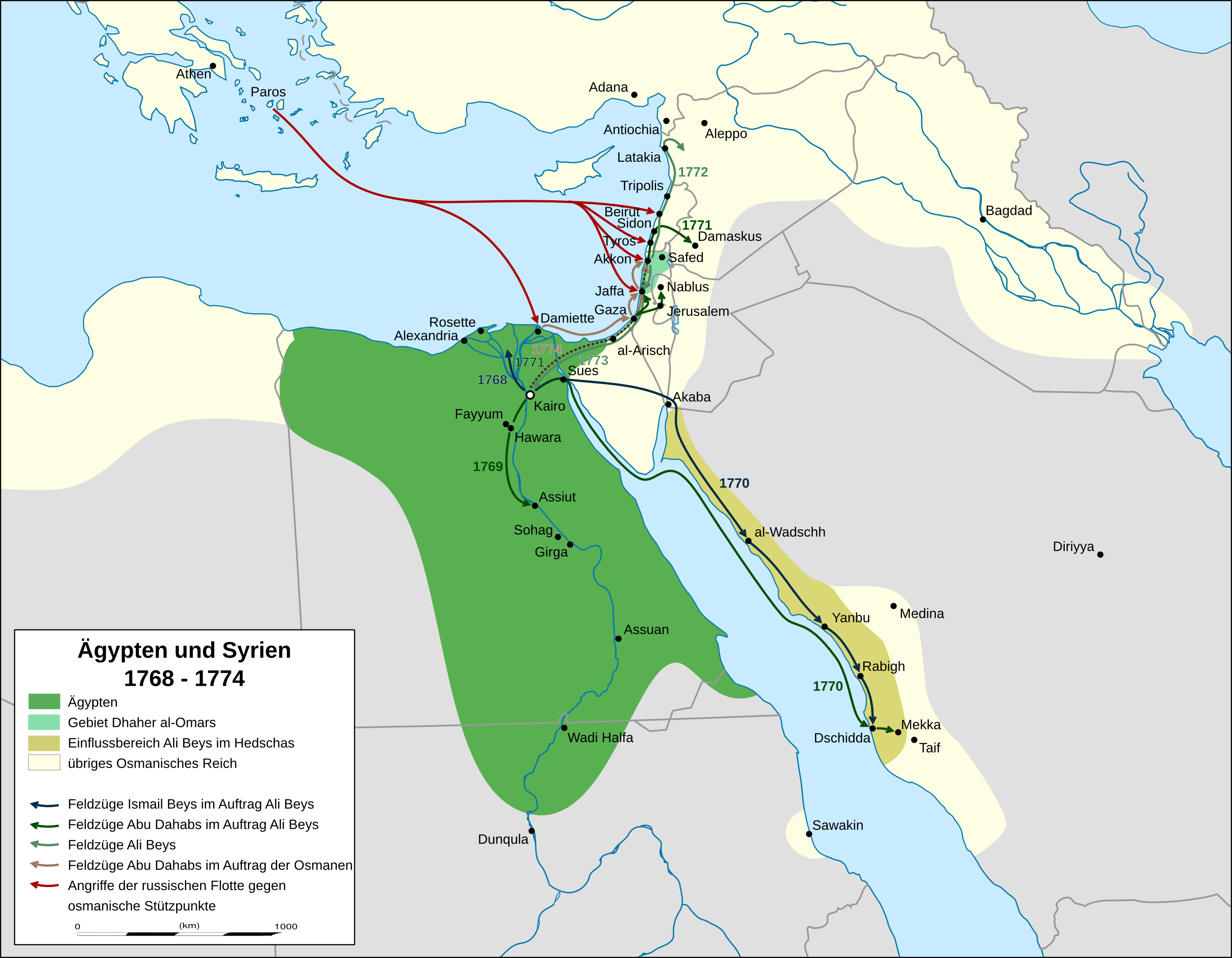
Войны мамлюков в Египте, Палестине и Сирии в 1768—1774 под руководством Али-бея и Мухаммад-бея

В июле 1770 году провозгласил независимость Египта, принял титул султана. Считая главной задачей восстановление независимости египетского государства от Турции, во время Русско-турецкой войны заключил в 1771 году военный союз с командующим эскадрой российского флота А. Г. Орловым и при поддержке русского флота начал войну с Турцией. В 1771 году взял Дамаск и оккупировал Сирию.
В 1772 году египетская армия под командованием полководца Мухаммад-бея Абу аль-Дахаба — близкого друга Али-бея, ставшего предателем, восстала и выступила в поход на Египет. Али-бей был свергнут и бежал к своему союзнику Дагиру в Палестину. Али-бей попросил помощи у русского флота и вместе со своим другом Дагиром отвоевал сирийские земли, захваченные Мухаммад-беем.
В 1773 году Али-бей вернулся в Египет и попытался вернуть себе верховную власть, но в мае под Салихией (в восточной части дельты Нила) он был разбит мятежными мамлюкскими войсками, ранен и взят в плен.
Умер от ран в каирской тюрьме.

## Образ в искусстве

### В литературе
- В офицерском дневнике С. И. Плещеева — современника египетского правителя, содержатся Жизнь и правление Али-бея.

### В кино
- "Мамлюк" (1958, СССР). Роль  исполнил Акакий Хорава.

### Комментарии
1. ↑  Alī Bey al-Kabīr (c. 1140–87/1728–73), an Egyptian mamlūk of Georgian origin, rose to become one of the most powerful political figures of Egypt.[4]
2. ↑  "Мятежный Али бей аль-Кабир был грузином..."[5]
3. ↑  В своей работе 2015 года (Historical Dictionary of Georgia), Микаберидзе упоминает, что Али-бей родился в семье православных христиан, не упоминая при этом конкретную Церковь [7]